# Lionel Souque

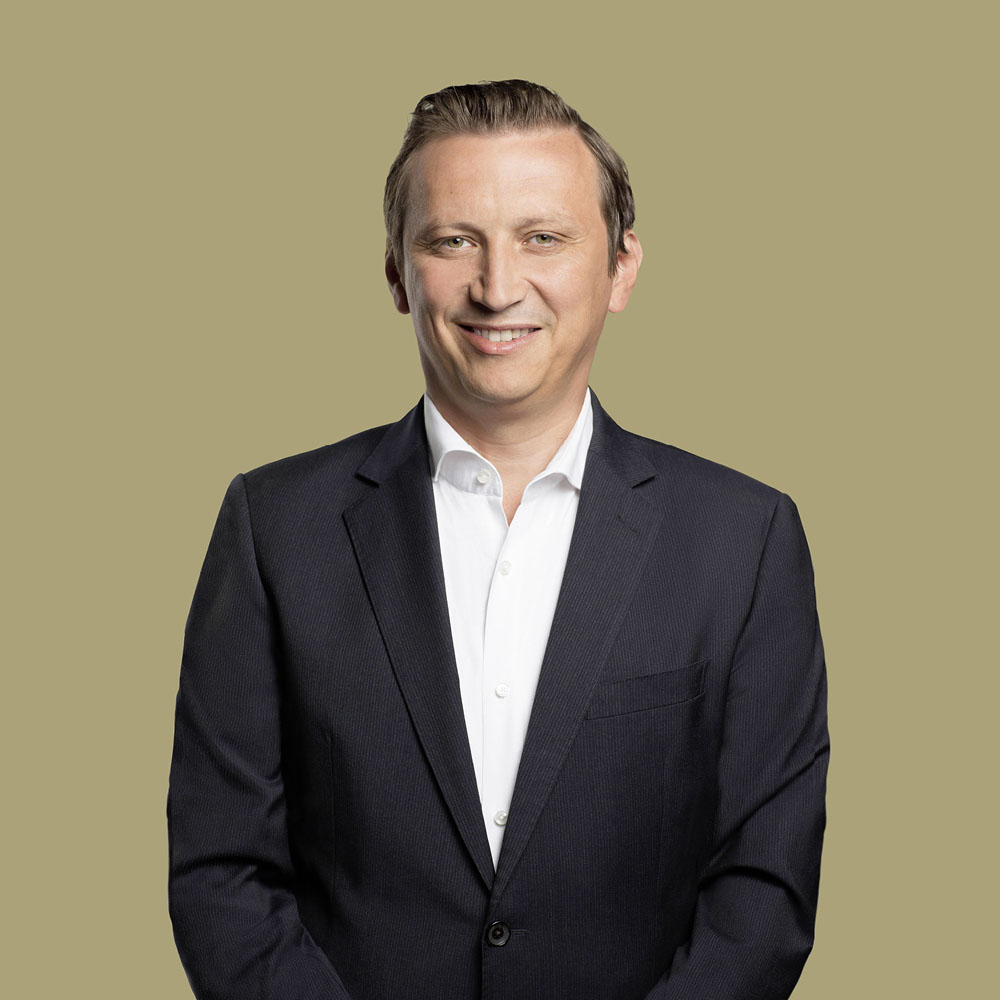
Lionel Souque (2017)

Lionel Souque (* 19. August 1971 in Paris) ist ein französischer Manager. Er ist Vorstandsvorsitzender der Rewe Group.

## Leben
Lionel Souque legte sein Diplom der Betriebswirtschaft auf der NEOMA Business School und der Hochschule Reutlingen ab. Anschließend arbeitete er zwei Jahre als Assistenz der Geschäftsführung bei Somfy. Danach machte er seinen Master of Technology & Management an der CentraleSupélec.
Souque ist studierter Betriebswirt mit einem Master of Business Administration der ESSEC. Seine Karriere im Lebensmitteleinzelhandel begann er bei der Warenhauskette Auchan. 1996 kam Souque zur Rewe Group, wo er zunächst im Einkauf und Vertrieb von Penny arbeitete. 2001 wechselte er in leitender Funktion zu Billa. 2007 wurde Souque in den Vorstand der Rewe International berufen. Seit 2009 ist er CEO von Rewe Deutschland und Mitglied des Vorstands der Rewe Group. Neben den deutschen Supermärkten erhielt Souque auch die Verantwortung für die digitalen Geschäfte des Konzerns.
Ende 2016 kündigte die Rewe Group an, Souque werde Alain Caparros ab 2019 als Vorstandsvorsitzender ablösen. Damit leitete der Konzern einen Generationswechsel an der Spitze ein. Seit 2017 ist Lionel Souque Vorstandsvorsitzender der genossenschaftlichen Rewe Group.
Von April 2016 bis 2019 war er Aufsichtsratsvorsitzender der 1. FC Köln GmbH & Co. KGaA. Dieses Amt übt er seit dem 1. Juli 2021 wieder aus. Sein Amt als Vorsitzender des Beirates des 1. FC Köln hat er an Klaus Behrenbeck abgegeben. Er verbleibt aber als Mitglied im Beirat.
Lionel Souque ist verheiratet. Er hat drei Kinder und lebt mit seiner Familie in Köln.

## Zitat
„Es ist unsere Strategie, Lebensmittel möglichst regional einzukaufen, in Deutschland oder in Europa. Wir arbeiten mit 34.000 Erzeugern hierzulande direkt zusammen, das ist unsere Stärke.“